# エルンスト・ルビッチ
エルンスト・ルビッチ（Ernst Lubitsch, 1892年1月28日 - 1947年11月30日）は、ドイツ出身の映画監督、映画プロデューサー。

## 経歴
ベルリン生まれ。洋服屋を営むアシュケナジムの両親に育てられる。16歳の時に高校を中退し、人気喜劇俳優ヴィクトル・アルノルトに弟子入りする。出演のほか、小道具係や照明の助手などもつとめる。1911年、マックス・ラインハルト率いる劇団に入団。翌年、ラインハルト監督の映画に出演。
1913年、映画界からその「典型的なユダヤ人」の容貌を買われ、コメディアンとして勧誘される。主演作『アルプス高原のマイヤー（Meyer auf der Alm）』で愉快なユダヤ人のマイヤーを演じ、好評を博す。その後、「ユダヤ人のマイヤー」あるいは「モーリッツ」を主人公とする短編シリーズものに多く主演した。1914年、自身主演の短編喜劇『シャボン玉嬢（Fräulein Seifenschaum）』で監督デビュー。1916年、オッシー・オスヴァルダを見出し、複数のコメディを監督。オスヴァルダは「ドイツのメアリー・ピックフォード」と称され、人気者となった。
1918年、初の長編映画『呪の目』を発表。同年、『呪の目』に続いて同じくポーラ・ネグリ主演の『カルメン』は欧州中で大ヒットし、ネグリを大スターへと押し上げ、ルビッチの名を国際的なものとした。そして『牡蠣の王女』では後年「ルビッチ・タッチ」と云われた細やかな表現の数々が随所に散りばめられた。
1919年、史劇大作『マダム・デュバリー』（米国公開時の題『パッション』）を監督。この作品はドイツ及び欧州各地で大成功を収めた後に嫌独感情が強かったアメリカでドイツ映画であることを伏せて公開され、成功を収めた。この作品により、パウル・ダーフィトゾン率いるウニオン映画社（1922年にウーファに吸収）の看板監督としての地位を固めた。
1922年、ハリウッド一の大スターの一人だったメアリー・ピックフォードに招聘され、渡米。1923年、ピックフォードの主演映画『ロジタ』を監督。その後ワーナー・ブラザースと契約し、1924年『結婚哲学』や1925年『当世女大学』などの作品を撮る。この頃から、人物の位置や視線などの映像表現によって人物の感情を描く、独自の「ルビッチ・タッチ」を確立していく。
1927年にはメトロ・ゴールドウィン・メイヤー社に移り、翌年、パラマウント社に移籍。モーリス・シュヴァリエを主演に迎えたトーキー第1作の、1929年『ラヴ・パレード』や1931年『陽気な中尉さん』を監督。1932年の『極楽特急』や1933年の『生活の設計』など、工夫を凝らしたミュージカル映画や、巧みな物語運びと洗練された台詞の秀逸なコメディを手掛ける。1934年にはパラマウント社の意向で製作も手掛けるようになった。翌1935年には製作主任に任じられている。同年、マレーネ・ディートリヒにとって初めてジョセフ・フォン・スタンバーグの元を離れて主演した『真珠の頚飾』を製作。
1935年1月28日、ナチス・ドイツによってルビッチのドイツ市民権が剥奪された。ルビッチはドイツに残っていた姉たちとその家族、亡き兄の遺児をアメリカに呼び寄せた。1936年1月24日、アメリカの市民権を獲得。
1937年、フランス政府からレジオンドヌール勲章を授与された。同年、マレーネ・ディートリヒ主演の『天使』を、1938年、ゲイリー・クーパー主演のコメディ『青髭八人目の妻』を監督する。
1939年、MGM社で、グレタ・ガルボ主演の『ニノチカ』を製作・監督。独立した1941年には『淑女超特急』を手掛ける。1942年、ナチス占領下のポーランドからの脱出を計画する芸人たちの姿を、深刻にではなく、あくまでルビッチ的に描いた『生きるべきか死ぬべきか』を発表。
1944年頃より心臓疾患を抱え、監督を休業。1946年に『小間使』で復帰。
1947年、「映画芸術への貢献」によりアカデミー賞特別賞を受賞。
1947年11月30日、ベティ・グレイブル主演のミュージカル『あのアーミン毛皮の貴婦人』の準備中に心臓発作で倒れ死亡。性交後、汗を流すために浴室に入り、そこで倒れたと、当時ルビッチ邸で居候していた弟子のビリー・ワイルダーは伝えている。
その映画は、ビリー・ワイルダーや小津安二郎らの作風に影響を与えた。ワイルダーと西ベルリン映画ジャーナリストクラブによって、1958年にエルンスト・ルビッチ賞が創設された。毎年ルビッチの誕生日に授賞式が行われている。
多くの作品で旧オーストリア＝ハンガリー帝国を構成していた中央ヨーロッパ圏で書かれたオペレッタや戯曲を原案とし、ベルリンのキャバレー芸などのショービジネスの伝統をアメリカに移植しハリウッド・コメディの礎を築いた。

## フィルモグラフィー

### 主な監督作品
| 公開年 | 邦題 原題                                          | 出演者                                                                   | 備考                                             |
| ------ | -------------------------------------------------- | ------------------------------------------------------------------------ | ------------------------------------------------ |
| 1916   | 出世靴屋 Schuhpalast Pinkus                        | エルンスト・ルビッチ                                                     |                                                  |
| 1918   | 男になったら Ich möchte kein Mann sein             | オッシー・オスヴァルダ                                                   | 短編                                             |
| 1918   | 呪の眼 Die Augen der Mumie Ma                      | エミール・ヤニングス、ポーラ・ネグリ、ハリー・リートケ                   |                                                  |
| 1918   | カルメン Carmen                                    | ポーラ・ネグリ、ハリー・リートケ                                         |                                                  |
| 1919   | 花嫁人形 Die Puppe                                 | オッシー・オスヴァルダ                                                   |                                                  |
| 1919   | 牡蠣の王女 Die Austernprinzessin                   | ヴィクトル・ヤンソン、オッシー・オスヴァルダ、ハリー・リートケ           |                                                  |
| 1919   | パッション Madame Dubarry                          | ポーラ・ネグリ、エミール・ヤニングス、ハリー・リートケ                   |                                                  |
| 1920   | 白黒姉妹 Kohlhiesels Töchter                       | エミール・ヤニングス、ヘニー・ポルテン                                   | 短編                                             |
| 1920   | 田舎ロメオとジュリエット Romeo und Julia im Schnee | ロッテ・ノイマン                                                         | 短編                                             |
| 1920   | 寵姫ズムルン Sumurun                               | エルンスト・ルビッチ、ポーラ・ネグリ、パウル・ヴェゲナー                 |                                                  |
| 1920   | デセプション Anna Boleyn                           | エミール・ヤニングス、ヘニー・ポルテン                                   |                                                  |
| 1921   | 山猫ルシカ Die Bergkatze                           | ポーラ・ネグリ、ヴィクトル・ヤンソン                                     |                                                  |
| 1922   | ファラオの恋 Das Weib des Pharao                   | エミール・ヤニングス、アルベルト・バッサーマン                           |                                                  |
| 1923   | 灼熱の情花 Die Flamme                              | ポーラ・ネグリ                                                           | ドイツでの最後の作品                             |
| 1923   | ロジタ Rosita                                      | メアリー・ピックフォード                                                 | 渡米後第一作                                     |
| 1924   | 結婚哲学 The Marriage Circle                       | アドルフ・マンジュー、マリー・プレヴォー                                 |                                                  |
| 1924   | ３人の女性 Three Women                             | メイ・マカヴォイ、ポーリン・フレデリック、マリー・プレヴォー             |                                                  |
| 1924   | 禁断の楽園 Forbidden Paradise                      | ポーラ・ネグリ、アドルフ・マンジュー                                     |                                                  |
| 1925   | 当世女大学 Kiss Me Again                           | マリー・プレヴォー、モンテ・ブルー、クララ・ボウ                         | 現存せず                                         |
| 1925   | ウィンダミア夫人の扇 Lady Windermere's Fan         | ロナルド・コールマン、メイ・マカヴォイ                                   |                                                  |
| 1926   | 陽気な巴里っ子 So This Is Paris                    | モンテ・ブルー、パッツィ・ルース・ミラー、リリアン・タッシュマン         |                                                  |
| 1927   | 思ひ出 The Student Prince in Old Heidelberg        | ラモン・ノヴァロ、ノーマ・シアラー                                       |                                                  |
| 1928   | The Patriot                                        | エミール・ヤニングス、フローレンス・ヴィダー、ルイス・ストーン           | 日本未公開／予告編と断片のみ現存                 |
| 1929   | 山の王者 Eternal Love                              | ジョン・バリモア、カミルラ・ホルン                                       | サウンド版                                       |
| 1929   | ラヴ・パレイド The Love Parade                     | モーリス・シュヴァリエ、ジャネット・マクドナルド                         | トーキー第一作                                   |
| 1930   | モンテ・カルロ Monte Carlo                         | ジャック・ブキャナン、ジャネット・マクドナルド                           |                                                  |
| 1931   | 陽気な中尉さん The Smiling Lieutenant              | モーリス・シュヴァリエ、クローデット・コルベール、ミリアム・ホプキンス   |                                                  |
| 1932   | 私の殺した男 Broken Lullaby                        | ライオネル・バリモア、ナンシー・キャロル、フィリップス・ホームズ         |                                                  |
| 1932   | 君とひととき One Hour with You                     | モーリス・シュヴァリエ、ジャネット・マクドナルド                         | 「結婚哲学」のリメイク                           |
| 1932   | 極楽特急 Trouble in Paradise                       | ミリアム・ホプキンス、ケイ・フランシス、ハーバート・マーシャル           |                                                  |
| 1932   | 百万円貰ったら If I Had a Million                  | チャールズ・ロートン                                                     | オムニバス映画／ロートン主演の"The Clerk" を担当 |
| 1933   | 生活の設計 Design for Living                       | フレドリック・マーチ、ゲイリー・クーパー、ミリアム・ホプキンス           |                                                  |
| 1934   | メリィ・ウィドウ The Merry Widow                   | モーリス・シュヴァリエ、ジャネット・マクドナルド                         |                                                  |
| 1937   | 天使 Angel                                         | マレーネ・ディートリヒ、ハーバート・マーシャル、メルヴィン・ダグラス     |                                                  |
| 1938   | 青髭八人目の妻 Bluebeard's Eighth Wife             | クローデット・コルベール、ゲイリー・クーパー                             |                                                  |
| 1939   | ニノチカ Ninotchka                                 | グレタ・ガルボ、メルヴィン・ダグラス                                     |                                                  |
| 1940   | 桃色の店 The Shop Around the Corner                | ジェームズ・ステュアート、マーガレット・サラヴァン                       |                                                  |
| 1941   | 淑女超特急 That Uncertain Feeling                  | マール・オベロン、メルヴィン・ダグラス、バージェス・メレディス           | 日本未公開／「当世女大学」のリメイク             |
| 1942   | 生きるべきか死ぬべきか To Be or Not to Be          | キャロル・ロンバード、ジャック・ベニー                                   |                                                  |
| 1943   | 天国は待ってくれる Heaven Can Wait                 | ジーン・ティアニー、ドン・アメチー                                       | 初のカラー作品                                   |
| 1946   | 小間使 Cluny Brown                                 | シャルル・ボワイエ、ジェニファー・ジョーンズ                             |                                                  |
| 1948   | あのアーミン毛皮の貴婦人 That Lady in Ermine       | ベティ・グレイブル、ダグラス・フェアバンクス・ジュニア、シーザー・ロメロ | 日本未公開                                       |

### 製作作品
| 公開年 | 邦題 原題                              | 監督                     | 出演者                                                         | 備考                                                                                     |
| ------ | -------------------------------------- | ------------------------ | -------------------------------------------------------------- | ---------------------------------------------------------------------------------------- |
| 1936   | 真珠の頚飾 Desire                      | フランク・ボーゼイジ     | マレーネ・ディートリヒ、ゲイリー・クーパー                     |                                                                                          |
| 1945   | ロイヤル・スキャンダル A Royal Scandal | オットー・プレミンジャー | タルラー・バンクヘッド、チャールズ・コバーン、アン・バクスター | 「禁断の楽園」のリメイク／ルビッチは監督も兼ねていたが、病気で降板しプレミンジャーに交代 |

## 「ルビッチ」表記について
日本では当初は「ルービッチュ」と表記されていたが、現在は一般的に「ルビッチ」と表記されている。ルビッチの母国語であるドイツ語では「ルビッチュ」が原音により忠実である。英語圏における発音も、通常「ルビッチュ」に近いものである。